# 走り乃神社
走り乃神社（はしりのじんじゃ）は、岐阜県高山市朝日町見座の美女高原に位置する神社である。以前は走り屋神社と呼ばれていた。

## 概要
特定非営利活動法人オプションランド国際交流協会（東京都中央区湊3丁目4-8-304、法人番号：9010005013104）が交通安全を願って2002年に設立した神社である。走り屋の間で有名な神社であり、自動車関連の雑誌であるOptionやドリフト天国などでも取り上げられる。
他の神社と異なり、参拝者は車で大鳥居をくぐるのが通例である。また、愛車の写真を送ると、その写真入りの絵馬を作成してくれるサービスも行っている。

## 祭事
- 神社開き（4月第4日曜日）
- 走夢祭（10月第1日曜日）
- 神社締め（11月23日）

## 境内
走神殿
日産・フェアレディZ Z33をベースとしたチューニングカー「ストリームZ」が御神体として安置されている。この車はアメリカ国内で公道最高速に挑戦したが、340km/hで走行中にタイヤバーストを起こし、左後方タイヤがサスペンションを含めて丸ごと吹き飛び、カウンターステアリングとエンジンブレーキで240km/hまで減速したものの、スピンをしながら空中を10回転以上して大クラッシュしたものである。
絵馬舎

## 交通
- JR久々野駅タクシー15分
- 国道361号美女峠沿い

## 関連事項
- Option
- ドリフト天国